# CT Большого Пса
CT Большого Пса (лат. CT Canis Majoris) — двойная затменная переменная звезда типа Алголя (EA) в созвездии Большого Пса на расстоянии приблизительно 7089 световых лет (около 2173 парсеков) от Солнца. Видимая звёздная величина звезды — от +14,4m до +12,7m. Орбитальный период — около 1,7514 суток.